# Fieracavalli
Fieracavalli est un festival annuel consacré au cheval et à l'équitation, qui se tient à Vérone en Italie chaque année début novembre depuis 1898. C'est la plus grande manifestation équestre d’Italie.